# Reynoldsia rufoapicata
Reynoldsia rufoapicata är en tvåvingeart som beskrevs av Malloch 1934. Reynoldsia rufoapicata ingår i släktet Reynoldsia och familjen husflugor. Inga underarter finns listade i Catalogue of Life.